# 反逆児 (1961年の映画)
『反逆兒』（はんぎゃくじ）は、1961年の日本映画。同年度芸術祭参加作品。
大佛次郎の新作歌舞伎（戯曲）『築山殿始末』を伊藤大輔の脚本・監督で映画化した時代劇である。富士フイルム総天然色、シネマスコープ、映倫番号:12552。
徳川家康の嫡男として生まれながら若くして悲劇的な死を遂げた松平信康（三郎信康）の生涯を描く。

## ストーリー
天正7年（1579年）、徳川家康の長男・三郎信康は、武田との戦で勝利を収め、岡崎城に凱旋した。しかし、今川義元の姪である母・築山御前と織田信長の娘である妻・徳姫との板挟みに苦悩していた。

## 登場人物
三郎信康（さぶろう のぶやす）
演 - 中村錦之助 (萬屋錦之介)
徳川家康の長男。母と妻との確執に心を痛める。
しの
演 - 桜町弘子
信康の情を受けた花売り娘。
後に築山の企みにより小笹（こざさ）と名を改め侍女として信康の身の回りの世話をすることになるが信康に拒まれる。
徳姫（とくひめ）
演 - 岩崎加根子
信康の正室。織田信長の娘。
信康を深く愛しているが信康との心のすれ違いと築山による仕打ちから信長に十二ヶ条の訴状を送る。
お初
演 - 北沢典子
天方山城
演 - 安井昌二
信康と兄弟のように育った腹心の部下。信康の介錯を家康に命じられる。
果たせなかった半蔵に代わって介錯をする。
小金吾
演 - 河原崎長一郎
減敬（げんけい）
演 - 河野秋武
鍼医者。築山の情夫とも噂される。
羽柴秀吉（はしば ひでよし）
演 - 原健策
平岩親吉
演 - 三津田健
久米新四郎（くめ しんしろう）
演 - 片岡栄二郎
信康と兄弟のように育った腹心の部下。信康の介錯を家康に命じられる。
大久保忠世
演 - 香川良介
酒井忠次
演 - 明石潮
楓
演 - 風見章子
望月
演 - 松浦築枝
小侍従
演 - 喜多川千鶴
生駒主水正
演 - 大邦一公
亀弥太
演 - 中村錦司
浅太
演 - 遠山金次郎
梓
演 - 泉春子
徳川家康（とくがわ いえやす）
演 - 佐野周二
信康の父。
築山御前（つきやまごぜん）
演 - 杉村春子
信康の母。今川義元の姪。信長・徳姫・家康を調伏（呪殺）しようとした上、減敬を介して武田と通じる。
渋河四郎兵衛（しぶかわ しろべえ）
演 - 進藤英太郎
信康の腹心の部下。
服部半蔵（はっとり はんぞう）
演 - 東千代之介
信康と兄弟のように育った腹心の部下。
信康の介錯を家康に命じられ、信康からも介錯を頼まれるがどうしてもできずに泣いて詫びる。
織田信長（おだ のぶなが）
演 - 月形龍之介
秀でた才を持つ信康に脅威を感じている。

## スタッフ
- 製作：大川博
- 企画：辻野公晴、栄井賢、小川貴也
- 原作：大佛次郎

- 撮影：坪井誠
- 照明：和多田弘
- 録音：中山茂二
- 美術：桂長四郎
- 音楽：伊福部昭
- 編集：宮本信太郎
- 記録：石田照
- 装置：木津博
- 装飾：中岡清
- 美粧：林政信
- 結髪：桜井文子
- 衣裳：三上剛
- 擬斗：足立伶二郎
- 進行主任：片岡照七

- 和楽：望月太明吉
- 舞踊振付：藤間勘五郎
- 装飾考証：高津年晴
- 衣裳考証：甲斐荘楠音
- 美術考証：鈴木孝俊
- 風俗考証：佐多芳郎

- 脚本・監督：伊藤大輔

## 製作・エピソード

### 撮影技法
錦之助の熱演の凄まじさに、監督の伊藤大輔自身も感激し涙を流した。

## 作品の評価

### 評論家のレビュー
淀川長治はこの映画における「大輔氏の演出」を絶賛し、キネマ旬報ベストテン選出で、昭和36年日本映画の1位に選んでいる。
滋野辰彦は、伊藤の晩年の映画では、本作を「最高の作品」と讃え、信康の悲劇が、「時代劇の正統ともいうべき格調を持った演出」で描かれたとしている。

### 受賞歴
- 第16回毎日映画コンクール美術賞（桂長四郎）
- 第12回ブルーリボン賞監督賞

## DVDリリース・派生作品
1995年10月21日にVHSビデオが、2008年12月5日にDVDが発売されている。

### リメイク作品
1964年、監督の伊藤大輔自らの脚色と演出により『反逆児』のタイトルで舞台化された。
主演は映画と同じく中村錦之助（萬屋錦之介）、音楽も映画と同じく伊福部昭が担当した。
この舞台はその後何度も再演されており、錦之助の十三回忌にあたる2009年には甥の中村獅童の主演で上演された。

## ネット配信
- 東映時代劇YouTube：2023年2月17日16:00（JST） - 同年同月24日23:59（JST）